# But Beautiful (альбом Нэнси Уилсон)
| Оценки критиков                 | Оценки критиков |
| Источник                        | Оценка          |
| ------------------------------- | --------------- |
| AllMusic                        | [ 1 ]           |
| The Virgin Encyclopedia of Jazz | [ 2 ]           |

But Beautiful — двадцать второй студийный альбом американской джазовой певицы Нэнси Уилсон, выпущенный в 1971 году на лейбле Capitol Records. Продюсером альбомы выступил Дейв Кавано.

## Отзывы критиков
Скотт Яноу из AllMusic написал, что Нэнси Уилсон всегда была на гране джаза в своем творчестве, но чаще исполняла среднего уровня поп или R&B-музыку. Однако здесь, в непринужденной и со вкусом подобранной балладной атмосфере, она раскрывается по-другому: её исполнение непосредственное, немного проникновенны, но она очень внимательна к мелодии и тексту; здесь мало джаза, однако это превосходное исполнение баллад и одна из лучших записей Уилсон. В журнале Billboard также положительно оценили альбом, отметив захватывающее блюзовое настроение, благодаря которому артистка все эти годы остаётся популярной.

## Список композиций
| №  | Название                          | Автор(ы)                       | Длительность |
| -- | --------------------------------- | ------------------------------ | ------------ |
| 1. | «Happiness is a Thing Called Joe» | Гарольд Арлен, Йип Харбург     | 2:54         |
| 2. | «Oh! Look at Me Now»              | Джо Баскин, Джон Деврайс       | 2:22         |
| 3. | «Glad to Be Unhappy»              | Лоренц Харт, Ричард Роджерс    | 3:17         |
| 4. | «Do It Again»                     | Бадди Десильва, Джордж Гершвин | 2:47         |
| 5. | «But Beautiful»                   | Джонни Берк, Джимми Ван Хьюзен | 4:05         |

| №                   | Название              | Автор(ы)                                    | Длительность |
| ------------------- | --------------------- | ------------------------------------------- | ------------ |
| 1.                  | «Prelude to a Kiss»   | Дюк Эллингтон, Ирвинг Гордон, Ирвинг Миллс  | 2:45         |
| 2.                  | «I Thought About You» | Джонни Мерсер, Джимми Ван Хьюзен            | 2:04         |
| 3.                  | «For Heaven’s Sake»   | Элиз Бреттон, Шерман Эдвардс, Дональд Мейер | 2:50         |
| 4.                  | «Supper Time»         | Ирвинг Берлин                               | 3:53         |
| 5.                  | «I’ll Walk Alone»     | Сэмми Кан, Джул Стайн                       | 3:33         |
| Общая длительность: | Общая длительность:   | Общая длительность:                         | 39:03        |

## Участники записи
- Нэнси Уилсон — вокал
- Хэнк Джонс — фортепиано
- Джин Бертончини[англ.] — гитара
- Рон Картер — контрабас
- Грейди Тейт[англ.] — барабаны

## Чарты
| Чарт (1971)         | Высшая позиция |
| ------------------- | -------------- |
| США (Billboard 200) | 185            |